# Nianija
Nianija é um distrito da Gâmbia.